# Gustav Schubert (Mediziner)
Gustav Walter Schubert (* 20. Juni 1897 in Krima, Österreich-Ungarn; † 11. Mai 1976 in Wien) war ein österreichischer Physiologe und Hochschullehrer.

## Leben und Werk
Schubert studierte nach dem Schulabschluss Medizin und promovierte zum Dr. med. 1928 wurde er Privatdozent und 1942 ordentlicher Professor für Physiologe an der Deutschen Universität Prag. 1935 trat er der Sudetendeutschen Partei bei. Nach der Vertreibung aus der Tschechoslowakei ging er als Professor nach Wien. Ab 1946 war er an der Hochschule für Veterinärmedizin als Professor tätig und ab 1950 lehrte er an der Universität Wien.

## Schriften (Auswahl)
- Studien über das Listingsche Bewegungsgesetz am Auge. In:  Pflüger’s Archiv für die gesamte Physiologie des Menschen und der Tiere  205 (1924), S. 637–668.
- Studien über das Listingsche Bewegungsgesetz am Auge. In:  Pflüger’s Archiv für die gesamte Physiologie des Menschen und der Tiere  215 (1927), S. 553–587.
- Physiologie des Menschen im Flugzeug. Berlin, Heidelberg 1935.
- Augenbewegungen und optische Lokalisation. In: Reviews of Physiology, Biochemistry and Pharmacology Article 45 (1944), S. 423–463.